# Bernd Harder

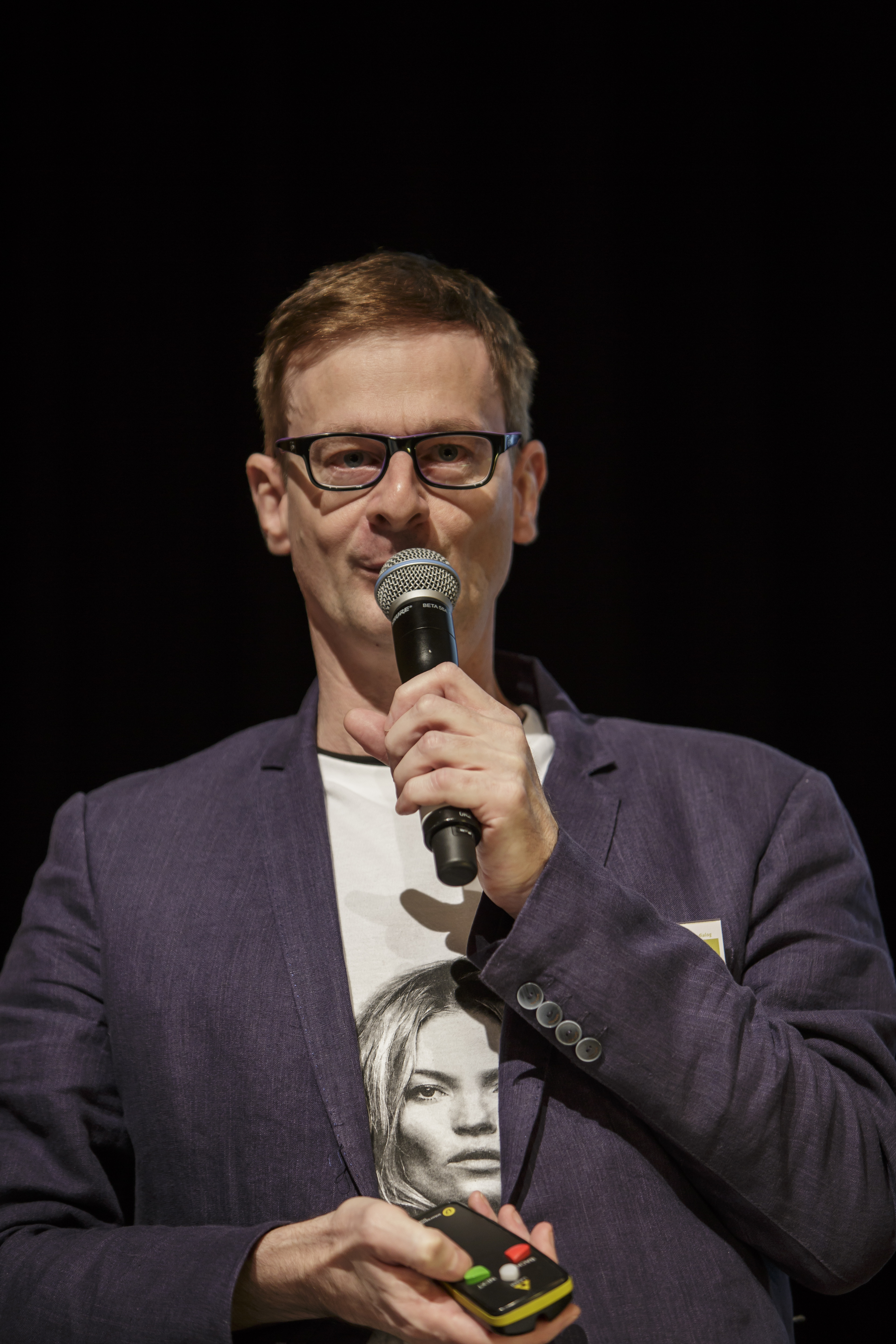
Bernd Harder, 2018

Bernd Harder (* 1966 in Saarbrücken) ist ein deutscher Journalist und Autor populärwissenschaftlichen Infotainments. 

## Leben
Harder absolvierte ein Studium der Politikwissenschaften an der Universität des Saarlandes in Saarbrücken. Seit 1993 arbeitet er als Redakteur für verschiedene Zeitschriften. Als Verantwortlicher für den Blog des Vereins Skeptix befasst er sich mit paranormalen Phänomenen, Esoterik und Okkultismus. Er hat zahlreiche Bücher zu einschlägigen Themen veröffentlicht. Harder lebt seit 1991 in Augsburg.
Seit März 2020 gehörte er zur Stammbesetzung des Talkformats Ferngespräch von Tommy Krappweis auf dem Twitch-Kanal WildMics, das die Themen Verschwörungstheorien und Esoterik bespricht. Nach der Einstellung des Formats wurde er Teil der Stammbesetzung des WTF-Talks ("Wissenschaft trifft Freundschaft") mit Lydia Benecke (Initiatiorin), Annika Harrison und Holm Hümmler.

## Veröffentlichungen
- Verschwörungstheorien. Ursachen – Gefahren – Strategien, Alibri Verlag, Aschaffenburg 2018, ISBN 978-3-86569-123-1.
- Elvis lebt! Lexikon der unterdrückten Wahrheiten, Herder, 2010, ISBN 978-3-451-30196-4.
  - Uwe Ochsenknecht liest Elvis lebt! Das Hörbuch der unterdrückten Wahrheiten, Herder, 2010, ISBN 978-3-451-31619-7.
- Der anschmiegsame Duschvorhang. Alltagswissenschaft vom Aufstehen bis zum Schlafengehen, Droemer Knaur, München 2007, ISBN 978-3-426-77967-5.
- Warum machen Querstreifen dick? Neue Rätsel des Alltags, Droemer Knaur, München 2007, ISBN 978-3-426-77941-5.
- Warum Krokodile nur bei Gewitter Sex haben ... und weitere Rätsel des Alltags, Droemer Knaur, München 2006 ISBN 978-3-426-77885-2.
- Lexikon der Großstadtmythen. Unglaubliche Geschichten von Astralreisen bis Zombies, Eichborn Verlag, Köln 2005, ISBN 978-3-8218-5557-8.
- Warum die Waschmaschine Socken frisst und andere Rätsel des Alltags, Knaur TB, 2005, ISBN 9783426778012.
- Geister, Gothics, Gabelbieger. 66 Antworten auf Fragwürdiges aus Esoterik und Okkultismus, Alibri Verlag, Aschaffenburg 2005, ISBN 978-3-86569-002-9.
- Nostradamus. Ein Mythos wird entschlüsselt, Alibri Verlag, Aschaffenburg 2005, ISBN 978-3-93271023-0.
- X-Akten – gelöst. Die Enträtselung der „unheimlichen Fälle“, Alibri Verlag, Aschaffenburg 1998, ISBN 978-3-93271017-9.